# Palaty
Palaty (Палаты, uit het Latijn, palatium via het Grieks παλάτιον) is een term uit de Russische architectuur waarmee stenen en bakstenen gebouwen uit de tijd van voor Peter de Grote aangeduid worden. De term slaat meestal op gebouwen met een woonfunctie, zoals particuliere huizen en woongedeeltes van kloosters. Sommige representatieve en openbare gebouwen worden eveneens met de term aangeduid. In dit geval komt de term dan ook min of meer met het paleis overeen. De term palaty werd uitsluitend voorbehouden aan gebouwen in steen en baksteen, paleizen van hout staan als choromy (хоромы) bekend. 
Het woord palaty wordt tegenwoordig enkel in de historische context gebruikt. Het verkleinwoord ervan, palatka (палатка), duidt in het hedendaagse Russisch een tent aan. 

## Enkele voorbeelden

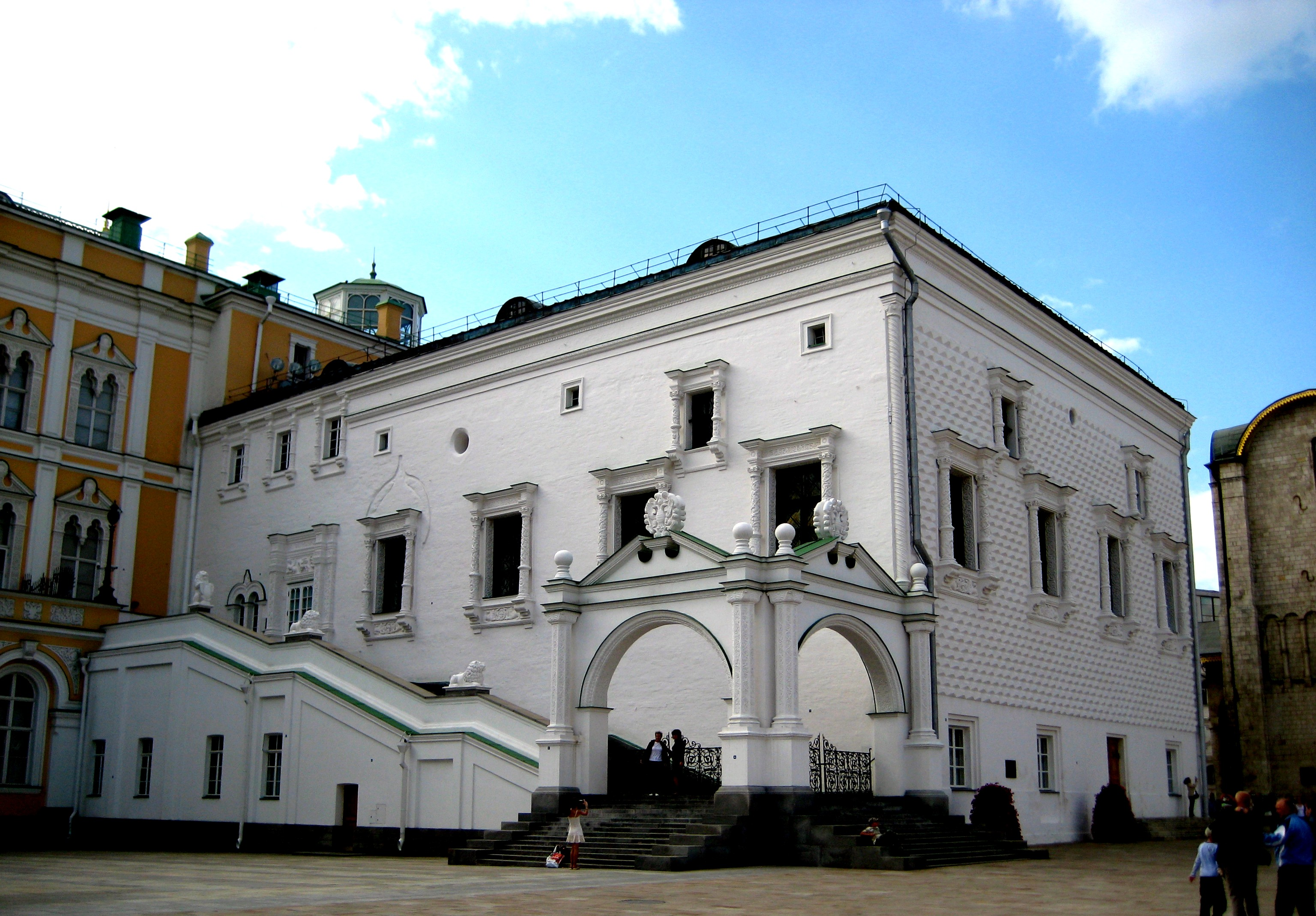
Facettenpaleis, in het Moskouse Kremlin (1487-1491)
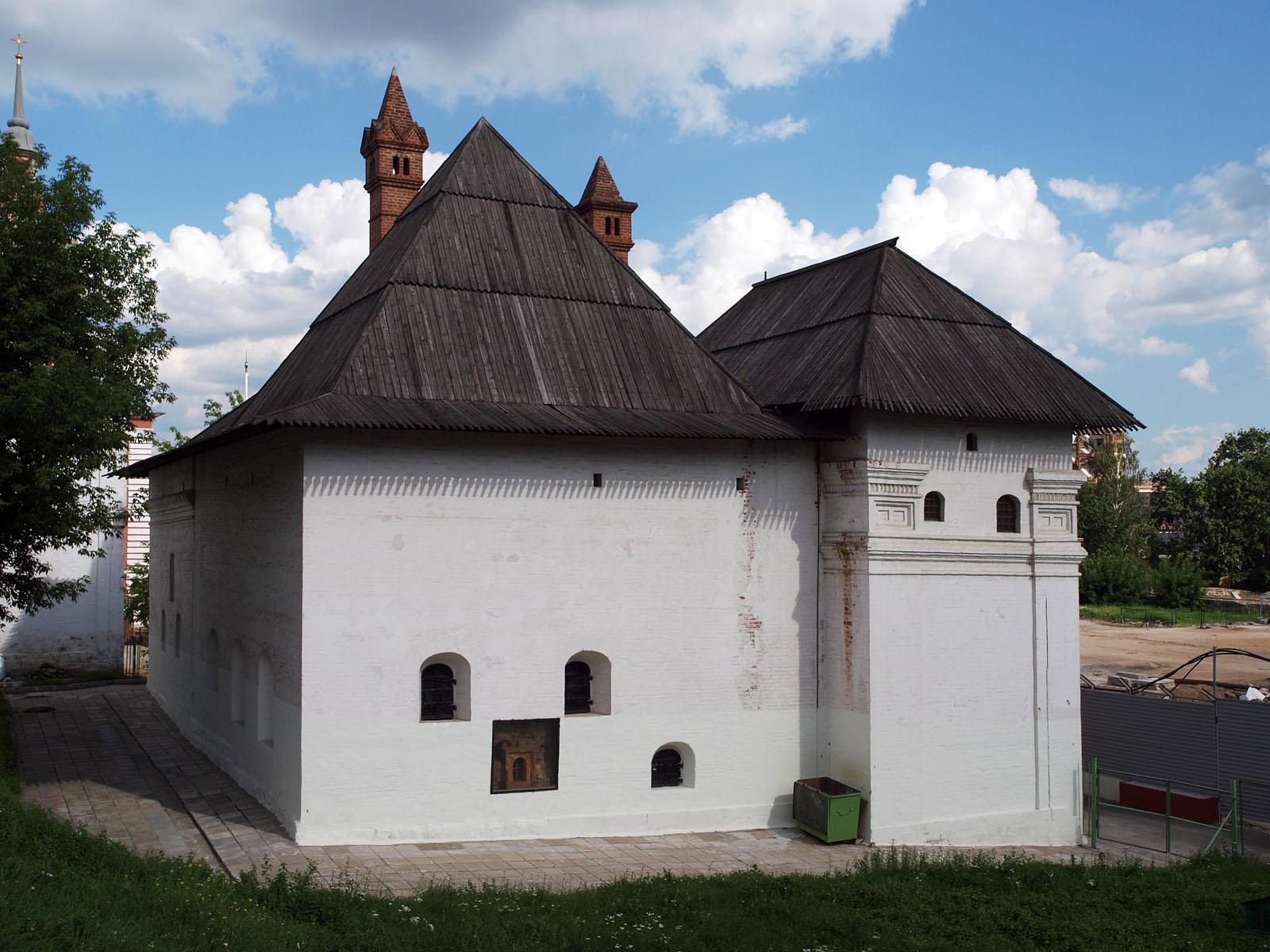
Oud Engels hof, residentie van de Moskovische Handelscompagnie in Moskou, 16e-17e eeuw
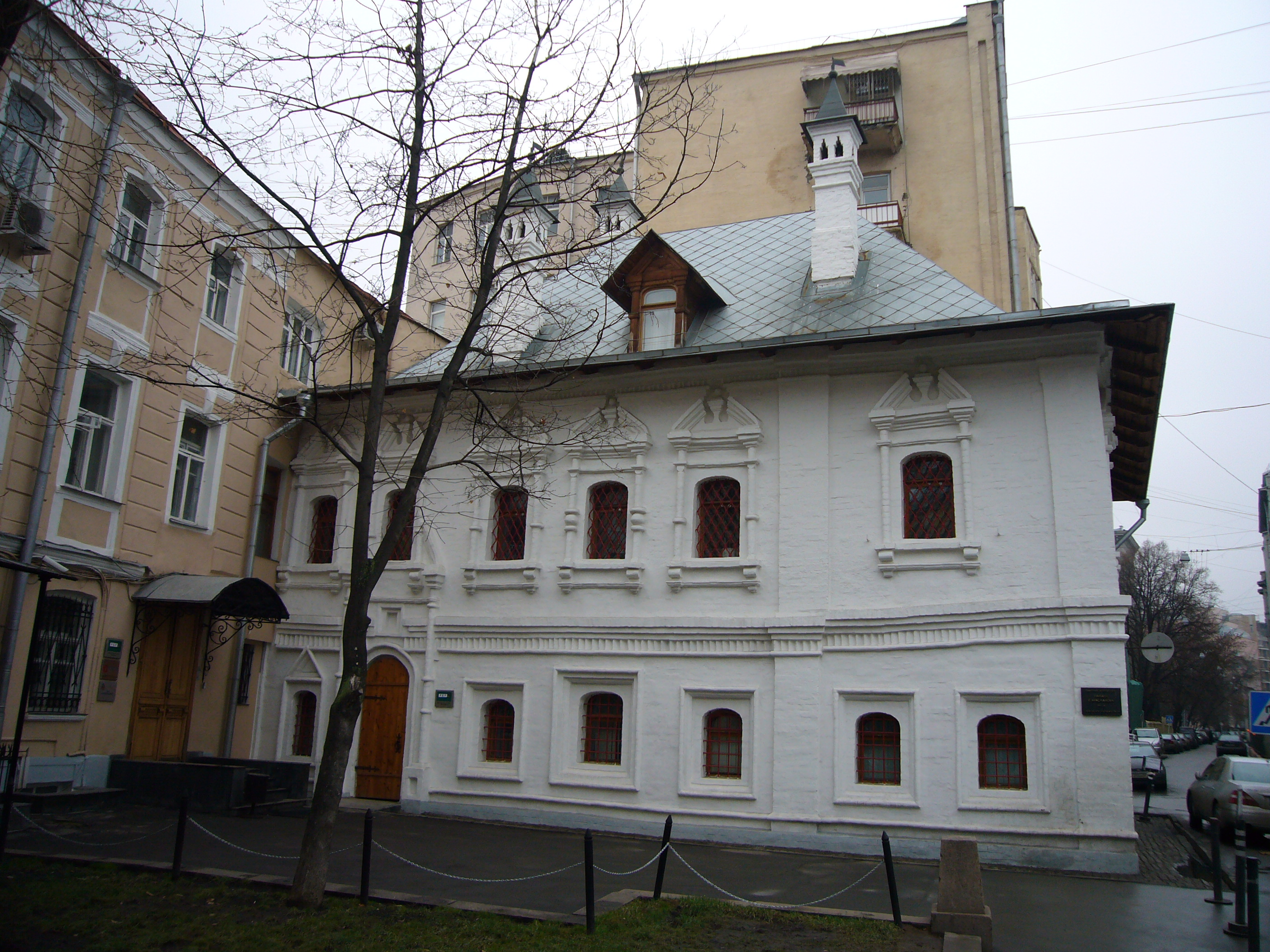
Palaty van Arsalanov, particulier huis, Moskou, 17e eeuw
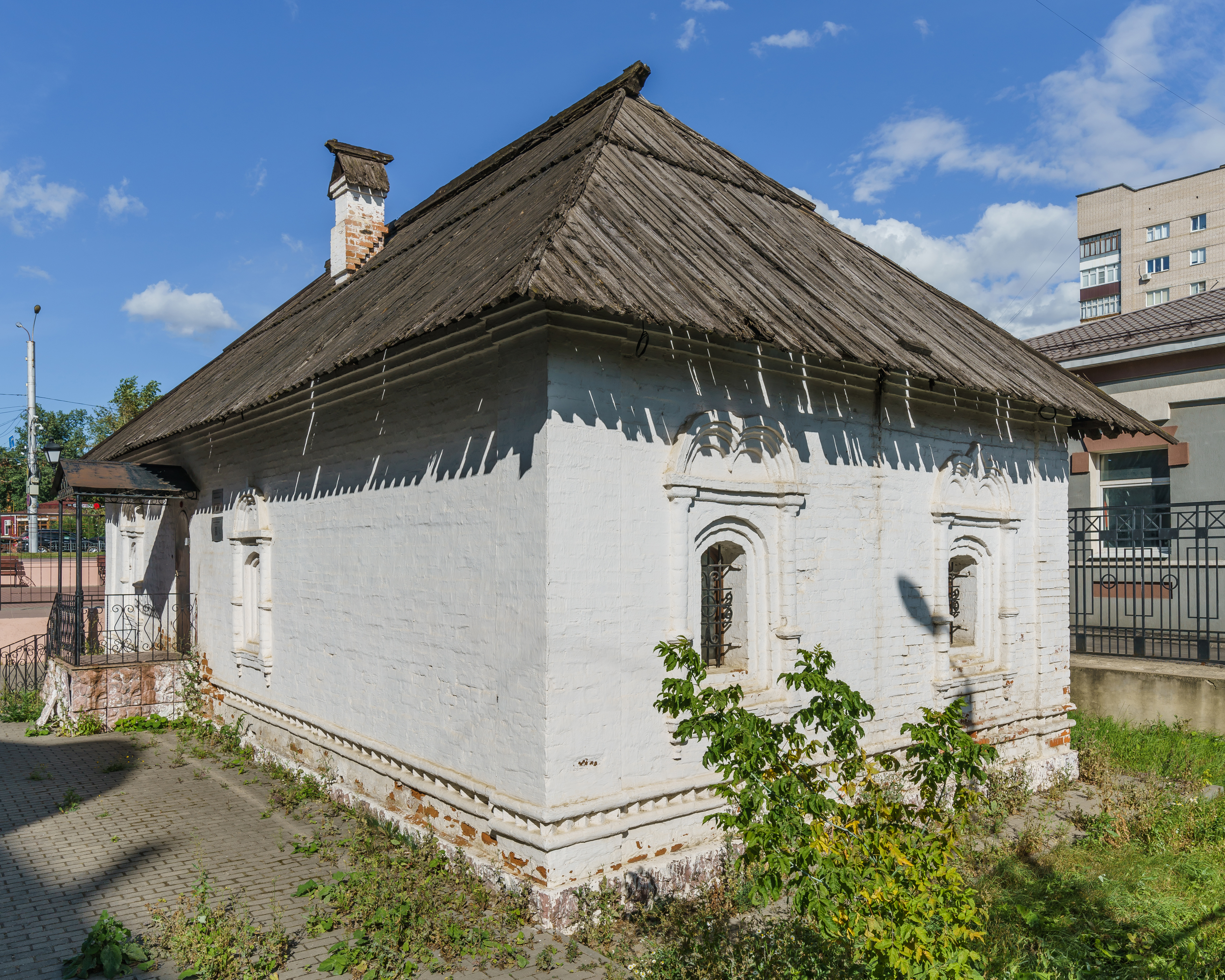
Palatka van Sjtsjoedrov, gemeentehuis, Ivanovo, 17e eeuw. Hier slaat de term palatka op een kleine palaty en niet op een tent